# THERMIE (EU)
Das Programm THERMIE der Europäischen Union (Demonstration im nicht-nuklearen Energiebereich) war ein Mehrjahresprogramm und wurde 1990 gestartet und ersetzte frühere Programme (ENALT, LIGASF, ENDEMO und HYDROCARB) im Bereich neuer und alternativer Energieressourcen.
Das Programm THERMIE ist ein Teil der Fördermaßnahmen der Europäischen Union (siehe auch die Programme JOULE, SAVE und ALTENER) im nicht-nuklearen Energiebereich. In Ergänzung zum Programm JOULE hat das THERMIE-Programm den Schwerpunkt Technologieverbreitung durch Demonstrationsvorhaben. Das THERMIE-Programm ist als spezifisches Ausführungsprogramm ein Teil eines grundlegenden, mehrjährigen EG/EU-Forschungsrahmenprogramms.

## Maßnahmen des Programms
Das THERMIE-Programm zur Förderung der europäischen Energietechnologien umfasst auch Förderungen in dritten Ländern z. B. durch systematische Zusammenarbeit zur Verbreitung neuer Technologien insbesondere zur Nutzung erneuerbarer Energiequellen und Steigerung der Energieeffizienz.
Im Rahmen der ersten Ausschreibung (1990) zum Programm THERMIE wurden Mittel in Höhe von 45 Millionen ECU bewilligt. Dies betraf 85 Vorhaben, vor allem im Bereich „Rationelle Energienutzung“ und „Erneuerbare Energiequellen“ sowie im Bereich Technologie der Kohlenwasserstoffe und Kohle. Bei den Vorhaben handelt es sich um eine Auswahl aus insgesamt 227 Vorschlägen.

„Bisher wurden im Rahmen des Programms THERMIE insgesamt neun Energiezentren in Osteuropa errichtet. Sie dienen als Anlaufstelle für Information und Beratung über alle Aspekte der Energietechnologie in der Europäischen Gemeinschaft. Im ersten Jahr werden in den Zentren nahezu 200 Aufträge zur Energietechnologiebeurteilung und -förderung durchgeführt einschließlich Energietechnologie- und Marktbewertungen, Seminaren und Veröffentlichungen. Damit soll das Marktpotential für EG-Ausrüstung bewertet und der Weg für von der Industrie angeführten Energietechnologietransfer und Kooperation gebahnt werden.“